# Zitronengras
Das Zitronengras (Cymbopogon citratus), auch genauer Westindisches Zitronengras, Westindisches Lemongras, Guatemaltekisches Lemongras oder Sereh genannt, ist eine Pflanzenart innerhalb der Familie der Süßgräser (Poaceae). Diese Art und einige andere Cymbopogon-Arten werden als Gewürz- und Heilpflanze angebaut und verwendet.

## Beschreibung

### Erscheinungsbild und Blatt
Das Westindische Zitronengras wächst als immergrüne, ausdauernde krautige Pflanze, die Wuchshöhen von 1 bis zu 2 Meter erreicht. Sie bildet durch kurze Rhizome dichte Horste. Die robusten Halme besitzen einen Durchmesser von etwa 4 Millimeter und sind unterhalb der Knoten (Nodien) bemehlt.
Ihre Laubblätter entwickeln einen aromatischen Duft. Die Laubblätter sind in Blattscheide und Blattspreite gegliedert. Die Blattscheide ist kahl und innen grünlich. Die einfache, derbe, bläulich-grüne Blattspreite ist 30 bis 90 Zentimeter lang sowie 0,5 bis 2 Zentimeter breit, verschmälert sich in Richtung Blattscheide, verschmälert sich allmählich zur Basis hin und besitzt ein lang zugespitztes oberes Ende. Die Blatthäutchen (Ligulae) sind etwa 1 Millimeter lang.

### Blütenstand und Blüte
Der relativ große, zusammengesetzte, lockere, rispige Gesamtblütenstand ist 30 bis zu 60 Zentimeter lang und hängend. Die Verzweigungen sind dünn. Die rötlichen oder gelblich-braunen Tragblätter sind 1,5 bis 2 Zentimeter lang. Die in Paaren stehenden traubigen Teilblütenstände sind 1 bis 2,5 Zentimeter lang. Sowohl die Internodien der Blütenstandsachse (Rhachis) als auch die Stiele der Teilblütenstände sind locker 2 bis 3 mm lang zottig behaart. Die fast stielförmige Rhachis ist an den Verzweigungen zerbrechlich. Die sitzenden Ährchen sind bei einer Länge von 5 bis 6 Zentimeter und einer Breite von etwa 0,7 Millimeter im Umriss linealisch oder lanzettlich und am oberen Ende abgeflacht. Die in Paaren stehenden Ährchen sind 4 bis 5 Millimeter lang. Jeweils eines des  Ährchenpaares ist fertil und sitzend und das andere steril und gestielt. Die fertilen Ährchen enthalten an ihrer Basis ein steriles Blütchen, dann folgt ein fertiles Blütchen, aber es ist keine Rhachisverlängerung vorhanden.
Die Blüten besitzen den typischen Aufbau der Poaceae-Blüten. Die untere Hüllspelze ist lanzettlich, flach oder etwas konkav zur Basis hin, mit zwei scharfen, nicht kantigen Kielen, zwischen denen keine Nerven erkennbar sind. Die obere Hüllspelze ist lanzettlich, schmal und einfach, ohne Granne oder etwas zweilappig mit einer etwa 0,2 Millimeter langen Stachelspitze. Die Deckspelze ist lanzettlich und durchscheinend mit glattem oder gezähntem oberen Ende. Die Vorspelze ist winzig oder fehlt. Es sind nur drei Staubblätter vorhanden. Die Griffel sind frei.

### Phänologie
In China liegt die Blütezeit und die Reife der Früchte im Sommer.

### Chromosomensatz
Die Chromosomenzahl beträgt 2n = 40.

### Inhaltsstoffe
Folgende Inhaltsstoffe wurden nachgewiesen: 1,8-Cineol, Aceton, Alkohole 10000 bis 15000 ppm, Alkaloide 3000 ppm, α-β-Dihydropseudojonon, α-Camphoron, α-Pinen, α-Terpineol, Aluminium 515 ppm, Asche 43000 ppm, β-Dihydropseudojonon, β-Sitosterin, Calcium 3680 ppm, Caprinsäure, Caprylsäure, Caryophyllen, Cerryl-Alkohol, Chrom 37 ppm, Citral 1080 bis 25500 ppm, Citronellal, Citrollenic-Säure, Citronellol, Citronellylacetat, Cobalt 48 ppm, Cymgopogon, Cymbopogonol (beispielsweise als Blattwachs), Decanal, Diacetyl, Dipenten, Ethylenoxid 2000 bis 30000 ppm, Farnesal, Farnesol, Fett 71000 ppm, Fucosterol, Furfural, Geraniumsäure, Geraniol, Geranylacetat, HCN, Hexacosanol, Eisen 543 ppm, Ispulegol, Isovaleraldehyd, Isovaleriansäure, L-Linalool, Limonen, Linalool, Linalylacetat, Luteolin, Luteolin-C-Glycosid, Magnesium 3310 ppm, Mangan 104 ppm, Methylheptenol, Methylheptenon 4 bis 12 ppm, Myrcen 240 bis 3600 ppm, n-Decylaldehyd, Neral, Nerol, Phosphor 2140 ppm, Kalium 23000 ppm, Proteine 82000 ppm, Quercetin, Rutin, Saponine, Selen 62 ppm, Silicium 132 ppm, Natrium 640 ppm, Zinn 7,1 ppm, Triancontanol, Zink.

## Taxonomie
Die Erstbeschreibung erfolgte 1813 als Andropogon citratus DC. (= Basionym) durch Augustin Pyramus de Candolle in Catalogus plantarum horti botanici monspeliensis. S. 78, dort als „citratum“ geschrieben. Die Neukombination zu Cymbopogon citratus (DC.) Stapf wurde 1906 durch Otto Stapf in Bulletin of Miscellaneous Information Kew 1906. S. 322, 357 veröffentlicht. Weitere Synonyme für Cymbopogon citratus (DC.) Stapf sind: Andropogon cerifer Hack., Andropogon citratus DC. ex Nees, Andropogon citriodorum hort. ex Desf., Andropogon nardus subsp. ceriferus (Hack.) Hack., Andropogon roxburghii Nees ex Steud., Andropogon schoenanthus L., Cymbopogon nardus (L.) Rendle, Cymbopogon nardus subvar. citratus (DC.) Roberty.

## Herkunft
Nach einigen Autoren ist sie nur aus Kultur bekannt, die ursprüngliche Heimat ist unbekannt. Wieder andere geben das südliche Indien und Sri Lanka als Heimat an.

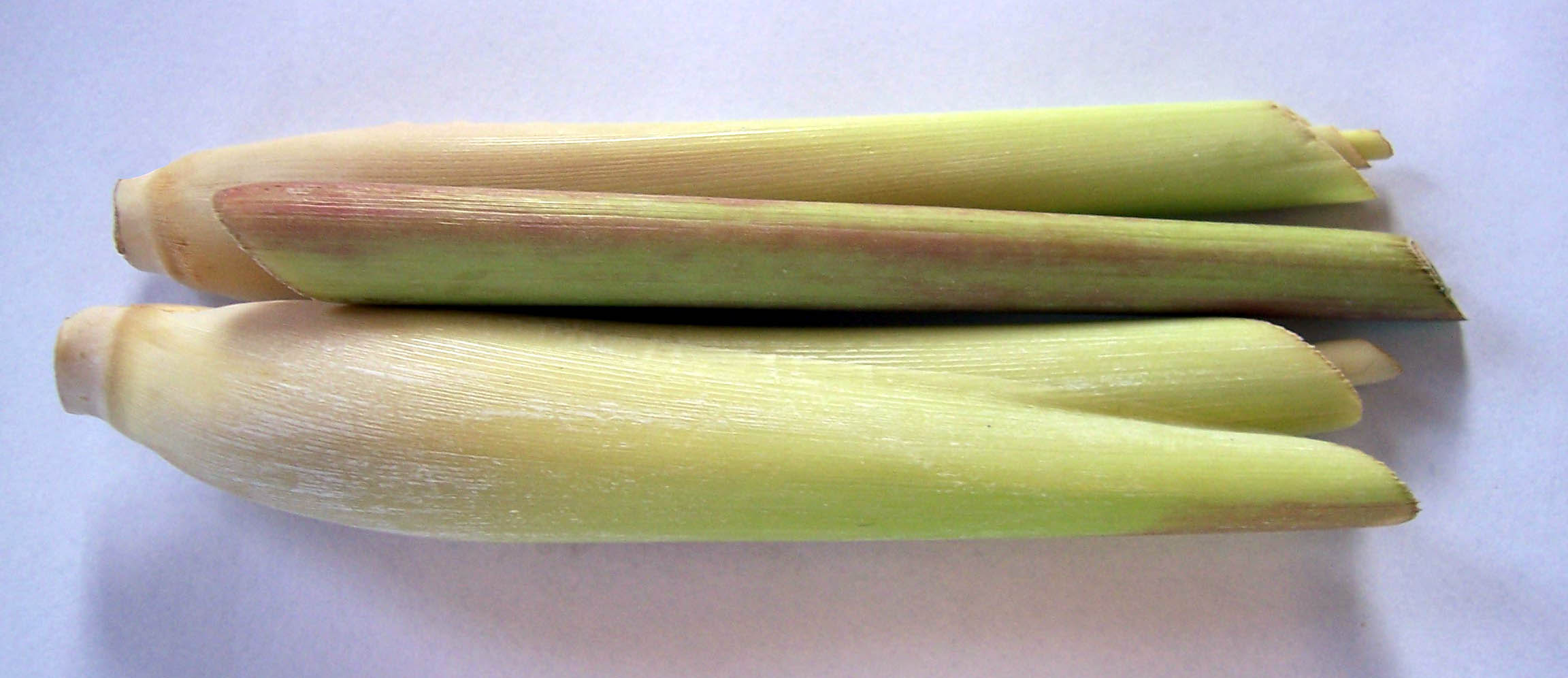
Küchenfertiges Zitronengras

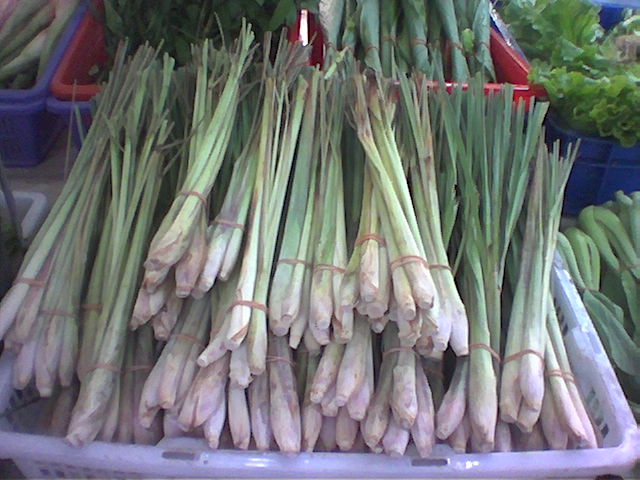
Zitronengras-Bündel

## Verwendung
Die schilfartigen grünen Pflanzenteile, insbesondere die saftigen Halme und die Basis der Blätter, werden vor allem frisch in der Küche als Gewürz verwendet. Getrocknetes Zitronengras ist in Stücken oder gemahlen im Handel erhältlich, weist aber nur ein schwaches Aroma auf.
Die langen, frischen Blätter werden in vielen Ländern Asiens (zum Beispiel in Thailand) auch für die Zubereitung durstlöschender Teegetränke verwendet. Die Stiele werden weich geklopft, bevor sie mit kochendem Wasser überbrüht werden, damit sich die ätherischen Öle besonders gut lösen. Zitronengras verleiht Kräuterteemischungen eine exotische Note. Zitronengras wird auch in anderen nichtalkoholischen Getränken verwendet. Es wird in Backwaren und in Konfekt verarbeitet. Der Geschmack von Zitronengras ist frisch und zitronenartig mit einem Hauch von Rosenduft. Es verleiht damit zubereiteten Speisen ein besonders rundes Aroma. Typisch ist es für viele vietnamesische und indonesische Gerichte. Mittlerweile ist Zitronengras auch in Mitteleuropa eine übliche Zutat für verschiedene Speisen und Getränke.
Die Bezeichnung der Droge lautet Herba Andropogonis, Cymbopogon-citratus-Blätter (Zitronengras) und Cymbopogon citrati aetheroleum (Lemongrasöl).
Lemongras-Öl wird vielseitig als Duftstoff in Parfüms und Kosmetika wie Seifen und Cremes verwendet. Das aus dem Öl extrahierte Citral wird als Geschmacksstoff für Softgetränke, in Duftseifen und Detergentien, als Duftstoff in Parfum und Kosmetika sowie zum Maskieren unangenehmer Gerüche in verschiedenen industriellen Produkten verwendet. Sein ätherisches Öl hat einen zitronenähnlichen Geruch und Geschmack und enthält bis über 80 % Citral und bis zu 20 % Myrcen. Die ätherischen Öle von Zitronengras und anderen aromatisch duftenden Süßgräsern werden auch in abschreckenden Mitteln gegen stechende Insekten (Repellents) verwendet.
An medizinischen Wirkungen wird Lemongras eine Minderung von Blähungen nachgesagt. Für Cymbopogon citratus wird eine antimikrobielle Aktivität berichtet. Das Öl von Cymbopogon citratus wirkt im Zentralnervensystem beruhigend und hat möglicherweise auch eine gewisse pestizide und mutagene Wirkung.

Es wird auch als Zierpflanze in Parks und Gärten verwendet.

### Anbau
Die zwei Lemongras-Arten (Cymbopogon citratus und Cymbopogon flexuosus) werden in kommerziellem Maßstab in Indien, Sri Lanka, Indochina, China, England, Afrika, Zentral- und Südamerika angebaut. Sie gedeihen bei Temperaturen von 18 bis 29 °C und Jahresniederschlagsmengen von 700 bis 4100 mm auf sandigen Böden mit guter Drainage mit pH-Werten von 5,0 bis 5,8 (Cymbopogon flexuosus) oder von 4,3 bis 8,4 (Cymbopogon citratus). Zum Anbau ist ein warmes, feuchtes Klima und volle Sonneneinstrahlung erforderlich. Die Vermehrung erfolgt vegetativ. Eine Plantage kann nach dem Neupflanzen bis zu acht Jahre genutzt werden. Es können bis zu vier Ernten pro Jahr erfolgen. Es gibt eine Reihe von Sorten. Ihre Winterhärte entspricht als immergrün überwinternde Pflanze den USDA-Klimazonen 10 bis 11, die unterirdischen Pflanzenteile überstehen wohl in Gebieten mit USDA-Zone 8b.

## Ähnliche Arten
Das „Ostindische Zitronengras“ oder „Indische Zitronengras“ (Cymbopogon flexuosus) stammt aus Indien, wird aber eher für die Parfümherstellung und als Heilkraut kultiviert, jedoch nicht als Gewürz. Das ätherische Öl enthält ebenfalls bis über 80 % Citral, aber nur wenig Myrcen. „Citronella“ ist ein duftendes Süßgras mit dem wissenschaftlichen Namen Cymbopogon nardus. Auch aus Cymbopogon winterianus wird Citronella gewonnen. Das ätherische Öl beider Gräser enthält hauptsächlich (nach Unterart schwankend) Geraniol und Citronellal. „Palmarosa“ (Cymbopogon martinii) hat dagegen kaum einen Zitrusduft, sondern riecht eher süßlich-blumig. Sein ätherisches Öl besteht vor allem aus Geraniol und maximal 10 % Citronellal.

## Pflanzenkrankheiten
Zitronengras wird von den Rostpilzen Puccinia nakanishikii, Puccinia cymbopogonis und Puccinia purpurea befallen.